# Lý Tử Cấu
Lý Tử Cấu (? - ?) hiệu Hạ Trai, là một cao sĩ và nhà thơ sống ẩn dật vào đầu thời Lê.

## Thân thế
Lý Tử Cấu là người Hồng Châu (Hải Dương), hiệu là Hạ Trai.

## Sự nghiệp
Theo Lịch triều hiến chương loại chí, ông thường dạo chơi ở các nơi sông núi và hay ngâm vịnh, làm thơ.
Thời nhà Hồ, ông từng thi đỗ Thái học sinh, nhưng đã từ chối khi được bổ nhiệm làm hữu dụ đức để dạy thái tử. Theo Lịch triều hiến chương loại chí, ông "không đến" khi người Minh chọn người học văn ra làm quan và khoảng đầu thời Lê, khi được Nguyễn Mộng Tuân đề cử lúc vua đang cầu hiền tài thì ông cũng từ chối.

## Tác phẩm
Ông có sáng tác một số bài thơ như:
- Gửi tiên sinh Vũ.[a][b] Theo Phan Huy Chú thì Vũ Mộng Nguyên "rất khen ngợi" bài thơ này.[2]

## Đánh giá
Phan Huy Chú trong Lịch triều hiến chương loại chí có nhận xét ông là "phong cách trong sạch, tiết tháo cao thượng" và nhận xét thơ của ông là "hào mại, thanh tao". Lê Quý Đôn nhận xét rằng ông đã "giữ tiết tháo trong trắng, không mơ tưởng đến giàu sang". Ông thường được người đương thời tôn trọng.